# Inés Efron
Pour les articles homonymes, voir Efron.
Inés Efron est une actrice argentine née le 9 mai 1984 à Mexico. 
À l’âge de 14 ans, elle commence à prendre des cours de théâtre puis commence sa carrière au cinéma à l’âge de vingt ans dans Glue de Alexis Dos Santos.

## Filmographie

### Cinéma

#### Longs métrages
- 2006 : Glue de Alexis Dos Santos
- 2006 : Cara de queso mi primer ghetto de Ariel Winograd
- 2006 : Como estar muerto de Manuel Ferrari
- 2007 : XXY de Lucía Puenzo
- 2008 : Les enfants sont partis (El nido vacío) de Daniel Burman
- 2008 : Amorosa Soledad de Martin Carranza & Victoria Galardi (Argentine)
- 2009 : La Femme sans tête (La mujer sin cabeza ) de Lucrecia Martel
- 2009 : El Niño pez de Lucía Puenzo
- 2010 : Cerro Bayo de Victoria Galardi
- 2011 : Verdades verdaderas. La vida de Estela de Nicolas Gil Lavedra
- 2011 : Medianeras de Gustavo Taretto
- 2012 : Dias de vinilo de Gabriel Nesci

#### Court métrage
- 2007 : Hoy No Estoy de Gustavo Taretto

### Clip
- 2013 : Cuesta arriba du groupe argentino-uruguayen Bajofondo